# Chen Pei-hsuan
Chen Pei-hsuan (chiń. 陳佩萱; ur. 28 lutego 2000) – tajwańska tenisistka.

## Kariera tenisowa
W zawodach cyklu ITF wygrała dziewięć turniejów w grze podwójnej, wszystkie z Wu Fang-hsien.
W sezonie 2018 w parze z Wu wystąpiła pierwszy raz w głównej drabince turnieju WTA. Przegrała w pierwszej rundzie w Waszyngtonie przegrała z parą Han Xinyun–Dariją Jurak. Na poziomie WTA nigdy nie wygrała meczu, za to w ciągu krótkiej kariery odnosiła sukcesy na poziomie ITF.

## Finały turniejów ITF
| turnieje z pulą nagród 100 000 $ (W100) |
| turnieje z pulą nagród 80 000 $ (W80)   |
| turnieje z pulą nagród 60 000 $ (W75)   |
| turnieje z pulą nagród 40 000 $ (W50)   |
| turnieje z pulą nagród 25 000 $ (W35)   |
| turnieje z pulą nagród 15 000 $ (W15)   |
| turnieje z pulą nagród 10 000 $         |

### Gra podwójna 21 (9–12)
| Rezultat     |     | Data       | Turniej        | ($)    | Naw.          | Partnerka     | Przeciwniczki                        | Wynik              |
| Finalistka   | 1.  | 18/06/2016 | Kaohsiung      | 10 000 | Twarda        | Wu Fang-hsien | Erina Hayashi Haruka Kaji            | 4:6, 6:3, 7–10     |
| Finalistka   | 2.  | 22/07/2017 | Szarm el-Szejk | 15 000 | Twarda        | Wu Fang-hsien | Rutuja Bhosale Majar Szarif          | 6:3, 3:6, 5–10     |
| Zwyciężczyni | 1.  | 29/07/2017 | Szarm el-Szejk | 15 000 | Twarda        | Wu Fang-hsien | Ana Bianca Mihaila Zhao Xiaoxi       | 6:2, 6:1           |
| Zwyciężczyni | 2.  | 05/08/2017 | Szarm el-Szejk | 15 000 | Twarda        | Wu Fang-hsien | Ana Bianca Mihaila Zhao Xiaoxi       | 6:4, 6:2           |
| Zwyciężczyni | 3.  | 23/09/2017 | Szarm el-Szejk | 15 000 | Twarda        | Wu Fang-hsien | Hsieh Yu-ting Lee Pei-chi            | 7:6(6), 3:6, 11–9  |
| Zwyciężczyni | 4.  | 30/09/2017 | Szarm el-Szejk | 15 000 | Twarda        | Wu Fang-hsien | Lee Pei-chi Kanika Vaidya            | 6:0, 1:6, 10–7     |
| Zwyciężczyni | 5.  | 29/12/2017 | Hongkong       | 15 000 | Twarda        | Wu Fang-hsien | Chan Chin-wei Lu Jiaxi               | 6:1, 6:0           |
| Finalistka   | 3.  | 04/01/2018 | Hongkong       | 15 000 | Twarda        | Wu Fang-hsien | Yuki Kristina Chiang Helène Scholsen | 2:6, 3:6           |
| Finalistka   | 4.  | 07/04/2018 | Szarm el-Szejk | 15 000 | Twarda        | Wu Fang-hsien | Iryna Szymanowicz Dżulija Terzijska  | 3:6, 5:7           |
| Finalistka   | 5.  | 11/05/2018 | Rzym           | 25 000 | Ceglana       | Wu Fang-hsien | Conny Perrin Chanel Simmonds         | 7:6(0), 1:6, 7–10  |
| Zwyciężczyni | 6.  | 18/05/2018 | San Severo     | 15 000 | Ceglana       | Wu Fang-hsien | Swiatłana Pirażenka Sopia Szapatawa  | 6:3, 6:4           |
| Zwyciężczyni | 7.  | 25/05/2018 | Caserta        | 25 000 | Ceglana       | Wu Fang-hsien | Jaimee Fourlis Ellen Perez           | 7:6(6), 6:3        |
| Finalistka   | 6.  | 22/06/2018 | Ystad          | 25 000 | Ceglana       | Wu Fang-hsien | Emily Arbuthnott Emilie Francati     | 2:6, 1:6           |
| Zwyciężczyni | 8.  | 30/06/2018 | Båstad         | 25 000 | Ceglana       | Wu Fang-hsien | Anna Danilina Karin Kennel           | 7:5, 1:6, 10–5     |
| Finalistka   | 7.  | 20/02/2018 | Nonthaburi     | 25 000 | Twarda        | Wu Fang-hsien | Rutuja Bhosale Pranjala Yadlapalli   | 5:7, 2:6           |
| Finalistka   | 8.  | 12/08/2018 | Landisville    | 60 000 | Twarda        | Wu Fang-hsien | Arina Rodionowa Ellen Perez          | 0:6, 2:6           |
| Finalistka   | 9.  | 06/01/2019 | Hongkong       | 25 000 | Twarda        | Wu Fang-hsien | Michaëlla Krajicek Barbora Štefková  | 4:6, 7:6(3), 10–12 |
| Zwyciężczyni | 9.  | 12/01/2019 | Hongkong       | 25 000 | Twarda        | Wu Fang-hsien | Robu Kajitani Hiroko Kuwata          | 6:3, 6:3           |
| Finalistka   | 9.  | 19/01/2019 | Singapur       | 25 000 | Twarda        | Wu Fang-hsien | Quirine Lemoine Arantxa Rus          | 2:6, 4:6           |
| Finalistka   | 11. | 24/02/2019 | Kioto          | 60 000 | Twarda (hala) | Wu Fang-hsien | Eri Hozumi Moyuka Uchijima           | 4:6, 3:6           |
| Finalistka   | 12. | 17/09/2022 | Szarm el-Szejk | 25 000 | Twarda        | Lin Fang-an   | Aliona Falei Nino Natsvlishvili      | 3:6, 4:6           |